# Міхеєшть (комуна, Олт)
Міхеєшть, Міхеєшті (рум. Mihăești) — комуна у повіті Олт в Румунії. До складу комуни входять такі села (дані про населення за 2002 рік):
- Бушка (914 осіб)
- Міхеєшть (1094 особи)

Комуна розташована на відстані 110 км на захід від Бухареста, 47 км на південний схід від Слатіни, 80 км на схід від Крайови.

## Населення
За даними перепису населення 2002 року у комуні проживали 2008 осіб, усі — румуни. Усі жителі комуни рідною мовою назвали румунську.
Склад населення комуни за віросповіданням:
| Релігія       | Кількість осіб | Відсоток |
| ------------- | -------------- | -------- |
| православні   | 1991           | 99,2%    |
| адвентисти    | 15             | 0,7%     |
| римо-католики | 2              | 0,1%     |

## Зовнішні посилання
- Дані про комуну Міхеєшть на сайті Ghidul Primăriilor